# 키즈나이버
《키즈나이버》는 TRIGGER 제작 일본 텔레비전 애니메이션이다. 2016년 4월부터 6월까지 방송되었다.

## 개요
'아픔'을 서로 나누는 소년 소녀들을 그리는 군상극. 오카다 마리가 시리즈 구성을, 캐릭터 원안은 만화가 미와 시로가, 감독은 코바야시 히로시가 첫담당한다.
지상파·BS 각국에서는, 본방송 전주에 "키즈나이버 방송 직전 스페셜 '키즈 내비'"가 방송됐다.
매립지에 입지하는 마을 스고모리 시에 사는 남고생 아가타 카츠히라에게는, 몸에 아픔을 느끼지 않는 체질이라는 비밀이 있었다. 무기력한 성격의 카츠히라는, 집단 따돌림이나 공갈을 받아도, 흐르는 대로 무위인 나날을 보내고 있었다.
여름방학을 앞에 두고 카츠히라에게 수수께끼의 소녀·소노자키 노리코가 접근한다. 또 소노자키는, 카츠히라의 소꿉친구인 타카시로 치도리, 엉뚱한 일로부터 카츠히라를 공갈에서 구한 텐가 하지메, 여성의 둘러싸이는 꽃미남 유타 츠구히토, 고고한 미소녀 마키 호노카, 불가사의한 니이야마 니코의 5명을 납치한다. 그리고, 카츠히라의 클래스 메이트이기도 한 그 5명과 카츠히라는 아픔을 등분해 공유하도록 특별한 수술을 행해, 키즈나이버가 되었다고 고한다. 게다가 카츠히라 등과 같은 클래스에 소속하면서 등교 거부를 계속하는 히소무 요시하루도 또한 키즈나이버인 것이 판명된다.
소노자키는 카츠히라 등 키즈나이버 7명에게 여러 가지 미션을 부과해, 이것들을 넘어 가는 것으로 7명의 우정은 깊어져 간다. 그러나, 7명이 아픔 뿐만이 아니라 감정도 공유하기 시작하고 있는 것에 깨달은, 카츠히라의 클래스 담임으로, 타카시로와 함께 실험에 참가하고 있던 야마다 카즈나오는 그들의 연애 감정을 자극하는 것으로, 새로운 지견을 얻을 수 있다고 판단해, 그들의 연애 감정을 흔든다. 즉, 카츠히라는 타카시로가 신경이 쓰이고 있던 것에 대하고, 치도리는 카츠히라를 그리워하고 있어 그런 치도리에 텐가는 반하고 있는 한편, 니코는 텐가에게 매료되고 있었다. 집요할 정도로 그들의 짝사랑의 감정을 부추겨 7명에게 공유시킨 것으로, 7명은 타인을 생각하는 마음의 힘에 계속 참을 수 없게 되어, 서로 거리를 두게 된다.
여름방학이 끝나, 키즈나이버의 실험이 끝난 후, 니코는 카츠히라와 히소무에게 '앞으로도 7명이서 친구로 계속 있고 싶다'라고 고한다. 그 때, 카츠히라는 소노자키가 느끼는 아픔을 느끼고 있었다. 3명은 은밀하게 소노자키에게 향하지만, 거기서 소노자키를 간호하는, 스쿨 카운셀러 우루시하라 무츠미로부터 키즈나이버의 진실을 전해듣는다.
실은 어린시절, 카츠히라와 소노자키는 키즈나이버의 실험에 다른 동년대의 아이들과 참가하고 있어, 야마다와 우루시하라가 아이들의 도움계였다. 이 때, 카츠히라와 소노자키는 안면이 있어, 서로 호의를 가지고 있었다. 그러나, 이 실험은 실패로 끝난다. 아픔을 등분할 터였는데, 왠지 아픔은 소노자키에게 집중하게 되어 있어 소노자키는 격통으로 괴로워하는 한편, 다른 아이들은 감각을 잃고, 점차 감정 표현이 없어져 갔던 것이다. 실험은 중지되었지만, 감정 표현이 풍부했던 카츠히라 등은 무슨 일에도 관심을 가질 수 없는 빈껍질과 같은 인간이 되어 버렸다. 그러나, 최저한의 감각을 유지해, 실험으로부터 귀환할 수 있던 카츠히라 등은 그나마 좋은 편이었다. 완전하게 인간으로서의 감정도 감각도 잃어 버린 5명의 아이들은 무슨 일에도 반응하지 않는 인형 같은 존재가 되어, 실험 시설에 세워 놓여지게 되었던 것이다. 우루시하라로부터 진실을 들어 한 때의 동료가 변해 버린 모습을 본 카츠히라는 오열을 흘린다.
한 편, 키즈나이버 실험의 완전한 중지를 전해들은 소노자키는 , 모든 아픔을 맡는다는 스스로의 아이덴티티를 유지하기 위해, 그리고 인간적인 감정을 잃은 한 때의 동료를 바탕으로 되돌리는 실험을 계속하기 위해, 찬동자들과 궐기해, 스고모리 시민에게 아픔을 서로 나누자고 호소한다. 폭주한 소노자키를 세우기 위해, 카츠히라 등은 소노자키의 아래로 향한다.

## 등장 인물

### 주요인물
아가타 카츠히라 (阿形 勝平)
소리 - 카지 유키, 코가류 (어린시절)
5월 5일 황소자리 출생, 혈액형은 A형.
주인공. '키즈나이버' 멤버의 한 명. 현대 일본의 일곱 대죄의 하나 '우둔'의 소유자. 자기 자신을 포함해 사물이나 사람에게 집착하지 않는 무기력한 성격. 그런 성격이 화가 되어, 동급생으로부터 집단 따돌림의 표적으로 된 후, 생활비 모두를 잡아 채질 만큼 악질적인 공갈을 계속 받고 있었다. '아픔을 느끼지 않는다'는 특이 체질의 소유자로, 전기 쇼크를 뒤집어 써도, 큰 소리로 외치는 소리를 주거나 하지 않고 태연하게 있다. 다만, 자신에 대한 아픔에는 둔해도, 다른 사람이 받은 아픔을 공유했을 경우는 아픔을 느낀다. 치도리에 의하면 '옛날은 상냥하고 재미있었지만, 초등학교에 들어갈 무렵부터 잘 모르게 되었다'라고. 감정 표현은 희박한 것의, '분노' 등의 감정을 그 나름대로 느끼고 있어 '마키 호노카를 구한다'라는 미션에 대해, 호노카를 일부러 정신적으로 추적하거나 하도록 대한 소노자키에게, '나는 당신을 경멸합니다'라고 이야기하고 있었다.
이야기가 진행되는 것에 따라, 애매했던 유소기의 기억을 서서히 되찾아, 소노자키와는 어릴 적부터 '키즈나이버'로서 연결되고 있던 것을 생각해 내, 과거에 자신과 같이 '키즈나 시스템'의 피험체가 된 아이들 중 5명이, 인형과 같이 변해 버린 모습을 눈 앞으로 했을 때에는, 눈물을 흘리면서 오열을 흘리고 있었다.
소노자키 노리코 (園崎 法子)
소리 - 야마무라 히비쿠, 자이젠 삿쿠루 (어린시절)
10월 10일 저울자리 출생, 혈액형은 AB형.
애칭은 '노리'. 키즈나이버들에게 차례차례로 미션을 부과하는 수수께끼의 소녀. 카츠히라 등의 클래스메이트. 항상 쿨하고 무엇을 생각하고 있을까 모르고, 키즈나이버들에게 아픔을 주는 일도 태연하게 해낸다. 카츠히라와는 과거에 안면이 있는 표정을 보인다. 평상시의 행동에 반해, 스마트폰의 커버는 화려하고 소녀다운 등 가끔 장난기를 보인다. 목덜미의 뒤에 큰 상처 자국이 있어, 평상시는 긴 머리카락으로 숨기고 있다.
유소기에, 카츠히라나 18명의 같은 나이대의 아이들과 함께 '키즈나 시스템'의 실험의 피험체가 되었을 때, 실험의 과정에서, 자신 이외의 19명의 아이들의 '아픔'이, 끊임 없이 신체에 전달되는 특이 체질이 되어 버려, '아픔'을 신체가 느끼지 않게 하기 위한 특수한 약품의 주사를 받지 않으면 일상생활을 보내는 것조차 곤란한 상태가 된다. 그 주사를 받은 결과, 현재와 같이 감정의 기복이 부족한, '아픔'에 둔하고 쿨한 성격에 변모해, 또, 그녀의 '"아픔"에 둔한 특이 체질'은, 원기와 같이 피험체가 된 카츠히라와 18명의 아이들에게도 공유되었다. 카츠히라 등 최저한의 감각을 계속 유지한 아이들은 그 후 해방되었지만, 5명의 아이들은 사람의 소리나 동작에 전혀 반응을 나타내지 않는 인형 같은 모습이 되었다.
타카시로 치도리 (高城 千鳥)
소리 - 테라사키 유카
8월 14일 사자자리 출생, 혈액형은 O형.
카츠히라의 소꿉 친구이자 유일한 친구에 해당하는 클래스메이트로, 그를 '캇쭁'이라고 부르고 있다. '키즈나이버' 멤버의 한 명. 현대 일본의 일곱 대죄의 하나 '독선 귀찮'의 소유자. 평상시는 적극적으로 남의 일을 잘 돌봐주지만, 카츠히라의 공갈 문제 등 근본적인 해결을 타인에게 맡기는 위선적인 일면을 가진다. 옛 '상냥하고 재밌던' 무렵의 카츠히라에 호의를 안고 있어 그 무렵의 성격으로 돌아왔으면 좋겠다고 생각한다.
텐가 하지메 (天河 一)
소리 - 마에노 토모아키
9월 18일 처녀자리 출생, 혈액형은 O형.
카츠히라의 클래스메이트. '키즈나이버' 멤버의 한 명. 현대 일본의 일곱 대죄의 하나 '뇌근 DQN'의 소유자. 잘 말하면 열혈한, 나쁘게 말하면 난폭한 성격. 그 성격으로부터, 세간으로는 '광견'으로서 이름을 달리고 있지만, 실제는 대단히 개 싫고, 자택의 주위에서 개를 기르고 있는 집의 소재지나, 개의 산책의 시간을 조사하고 있다. 카츠히라의 공갈 문제를 직접 해결한 인물이지만, 그 후 이유를 붙여 카츠히라의 방에 눌러 앉는다. 치도리 안에 아직도 맺힌 연정을 간파해, 그녀와 카츠히라의 사이를 주선하는 협력을 신청했다.
유타 츠구히토 (由多 次人)
소리 - 도해노부나가
6월 26일 게자리 출생, 혈액형은 A형.
카츠히라의 클래스메이트. '키즈나이버' 멤버의 한 명. 현대 일본의 일곱 대죄의 하나 '교활 리얼'의 소유자. 같잖은 성격으로, 이성에게는 호의를 전해지고 동성에게는 미움받고 있다. 지금은 날씬한 미소년의 모습을 하고 있지만, 충치 예방주일의 포스터로부터 초등학생의 무렵은 살쪄 있었던 것이 들켰다. 본인에게는 무심코 탈모해 버릴 정도의 트라우마인것 같아서, 반 약점을 잡힌 상태로 마지못해 키즈나이버의 활동에 협력하고 있다. 그러한 과거가 있어, 다른 사람의 평가 기준에는 룩스에 중점을 두고 있기 때문에, '성격이 최악'이라고 인정하는 호노카에도 어프로치를 걸고 있지만, 실제의 교제는 순애 기호 이유로 아직도 동정이다.
마키 호노카 (牧 穂乃香)
소리 - 사토 리나
12월 6일 궁수자리 출생, 혈액형은 A형.
카츠히라의 클래스메이트. '키즈나이버' 멤버의 한 명. 현대 일본의 일곱 대죄의 하나 '위에서 선민'의 소유자. 고독을 좋아하는 쿨한 성격. 타인도 인정하는 미모와 큰 가슴의 소유자. 키즈나이버의 활동에 관해서는 귀찮게 생각해, 놓여진 상황이기 때문에 멤버와는 거리를 두면서 교제하고 있다. 일찌기 함께 만화 활동을 하고 있던 친구 루루 (소리 - 나카야 사야카)를 어떠한 원인으로 잃었던 적이 있다.
니이야마 니코 (新山 仁子)
소리 - 쿠노 미사키
4월 17일 양자리 출생, 혈액형은 B형.
카츠히라의 클래스메이트. '키즈나이버' 멤버의 한 명. 현대 일본의 일곱 대죄의 하나 '불가사의 멘헬러'의 소유자. 공식상은 전형적인 불가사의이지만, 실은 부모가 개업 의사의 부자이기 때문에, 불쾌하게 생각되지 않게 연기하고 있던 가짜 불가사의. 그러나, 그 발상 자체가 맨손 불가사의라고 텐가에게 듣고 있다. 평상시의 언동에 반해 요정이나 주술의 종류는 믿고 있지 않고, 타인과 같은 같잖은 행동을 아프게 느끼는 보통 감각의 소유자. 때때로, 정곡을 찌른 발언을 했을 때에 자신이 연기하고 있는 캐릭터로부터 괴리하고 있기 때문에 낭패한다. 텐가에게 호의를 안게 되지만, 원기에 그 일이 폭로되었을 때에는, 너무 쇼크해 체육관 창고의 뜀틀 안에 도망치도록 숨어 흐느껴 울고 있었다.
히소무 요시하루 (日染 芳春)
소리 - 니시야마 코타로
11월 2일 전갈자리 출생, 혈액형은 B형.
카츠히라의 클래스메이트. '키즈나이버' 멤버의 한 명. 현대 일본의 일곱 대죄의 하나 '임모럴'의 소유자. 유타와는 승부에 지지 않는 미청년. 항상 피어스와 붕대를 몸에 대고 있다. 극도의 매저키스트로 아픔을 느낄 때마다 기성을 올려 경우에 따라서는 '승천'하기도 한다. 아픔에는 조건이 있는 것 같아서, 특히 돌발적이면서 예상하지 못 한 아픔을 좋아한다. 그 때문에, 스스로 위험 행위를 반복하고 있다. 멤버 중에서 유일, 최초의 회합에는 참가하고 있지 않지만, 같은 병원에 입원하고 있었다. 입퇴원을 반복하고 있기 때문에, 학교에는 대부분 등교하고 있지 않다.

### 키즈나의 회
야마다 카즈나오 (山田 一直)
소리 - 스와베 쥰이치
애칭은 '야마다'. 카츠히라들의 클래스의 담임 교사. 학생들에게 자습시켜 자신은 스마트폰 게임에 힘쓰는 등 불성실한 근무 태도이지만, 그 말은 어딘가 정곡을 찌르고 있다. 키즈나의 회의 멤버 (회원 번호 394).
우루시하라 무츠미 (漆原 睦)
소리 - 소노자키 미에
애칭은 '우루시'. 카츠히라들이 다니는 고등학교의 스쿨 카운셀러. 키즈나의 회의 멤버 (회원 번호 328).
고모린
스고모리 시의 마스코트 캐릭터. 인형이 복수체 있고, 노리코에 협력하고 있다. 내용은 모두 키즈나의 회의 멤버가 들어가 있다. 등장할 때마다 여러 가지 의상을 몸에 감기고 있어 그 비용은 키즈나 시스템의 연구비용에서 뽑히는 것 같다.

### 그 외의 인물
스고모리 시의 시장
소리 - 야나카 히로시
스고모리의 시장. 측근 남자 비서 (소리 - 와카바야시우)가 있다.
와다, 야스미
소리 - 혼다 마리코 (와다), 우에다 레이나 (야스미)
유다의 둘러쌈. 꽃미남에 보는 눈이 없고, 히소무가 드물게 등교해 왔을 때에는, 히소무에게 눈을 빼앗기고 있었다.
요시자와, 카마이시
소리 - 미야시타 에이지 (요시자와), 하마 켄토 (카마이시)
카츠히라를 공갈하고 있던 이인조. 카츠히라에게 폭력을 적극적으로 있었을 때에, 텐가에게 제재되어 텐가에게 앙심을 품고 있다. 우루시하라에 의해서 2명만, 카츠히라들과는 다른 키즈나이버로 된 뒤에, 여름 합숙의 간시험의 장소에 이송된다. 요시자와는 그 자리를 이용해 텐가에게 복수하려고 했지만, 니코에게 쓰러졌다. 한 편, 카마이시는 난폭한 요시자와의 파트너로 되고 있는 것에의 불만을 치도리에게 털어 놓았지만, 자신 본위인 할말에 격앙한 치도리에게 일갈된 뒤에, 치도리가 다치고 있었던 것에 깨달은 카츠히라로부터 지금까지 강제로 빼앗고 있던 돈을 갚도록 말해졌다.
루루
소리 - 나카야 사야카
호노카의 친구. 호노카와 함께 샤를르·드·맥킹의 펜 네임으로 창작 활동을 하고 있었다 (스토리를 호노카, 작화를 루루가 담당). 잡지에 연재하고 있던 만화가 히트해, 2명은 일약 화제의 인물이 된다. 그러나, 불치의 병에 범해지고 있던 루루가 호노카와 깊게 결합되려고 한 것에 비해, 호노카는 루루를 잃었을 때에 상실감을 맛보는 것을 무서워하고, 결별을 신청한다. 그 때문에, 연재하고 있던 만화의 최종회는 작화·스토리 모두 루루가 담당해, 호노카에 대한 메시지를 최종회를 빙자해 그려 그 직후에 죽었다.
후쿠자와
소리 - 야나이 히토시
샤를르·드·맥킹을 담당하고 있던 편집자. 소노자키로부터 샤를르·드·맥킹에 관한 다큐멘터리 프로그램 제작과 작품의 영화화의 이야기를 반입되어 호노카 앞에 모습을 나타낸다. 남의 눈에 붙는 중에 일부러 과장된 행동을 하고, 호노카가 거절하기 어려운 상황을 만들려고 했지만, 유타에게 성패된다. 그 후, 소노자키에게도 잘렸다.
루루의 부모님
소리 - 하시 타카야 (아버지), 토미나가 미이나 (어머니)
루루의 죽음을 아직 다 받아 들이지 못 하고, 집안에 루루의 사진을 장식하고 있다. 모친은 불치의 병에 괴로워하고 있던 딸을 호노카가 버렸다고 믿어 버리고 있다.

## 작중 용어
일곱 대죄
일곱 대죄는 기독교, 주로 카톨릭에서 하는 원죄. '오만' '탐욕' '질투' '분노' '대식' '색욕' '나태'. 다른 사람과의 협조성을 무엇보다 존중하는 현대의 일본에서는, 그 일곱 대죄가 미묘하게 형태를 바꾸고 있다. 구체적으로는 '우둔' '독선 귀찮' '뇌근 DQN' '교활 리얼' '위에서 선민' '불가사의 멘헬러' '임모럴'.
키즈나이버
후술의 키즈나 시스템을 파묻힌 사람들의 총칭. 키즈의 키즈나로 연결되고 있어 아픔을 공유하는 관계. 키즈나의 회가 꺾는 미션을 클리어 해, 키즈나가 깊어지는 것이 목적으로 되어 있다. 지금으로서는, 실험의 기한은 여름방학의 종료까지 되고 있다. 그러나, 이것은 키즈나 시스템으로 한계까지 연결할 수 있는 기간이 여름방학의 종료까지 라는 것이며, 그 이후는 자연스럽게 키즈나는 해제된다.
키즈나 시스템
카츠히라들에게 파묻힌, 다른 사람의 아픔에 공감하기 위한 시스템. '사람이 분쟁을 반복하는 이유는 다른 사람의 아픔을 알 방법이 없으니까'라는 컨셉 아래, 파묻힌 사람은 같은 시스템을 보유하는 사람과 통각을 공유하는 '키즈나이버'가 된다. 자타의 물건을 불문하고 주어진 아픔이 동일하고 키즈나이버 간에 분산해 주어져 중상이어도 그다지 문제는 되지 않는다. 아픔에 둔한 카츠히라와 같은 인간이어도, 공유한 아픔은 실감해 버린다. 또, 외상이나 이차적인 아픔은 공유되지 않는다. 그러나, 본래는 감정을 연결하는 것이 목적이며, 통각을 공유하는 상처는 어디까지나 실험의 실패로부터 태어난 부산물이었다.
키즈나이버가 된 사람은 공감하고 있는 사람과 같은 장소에 같은 상처를 발현한다. 상처는 통신 단말의 역할도 있어, 아픔을 받은 사람이 누구인가를 표시하는 기능이나 노리코와의 통신, 미션의 표시 등에 사용된다. 키즈나이버 공통의 상흔인 '키즈의 키즈나'는, 기본적으로, 미션의 표시 등의 때는 창백하게 빛나지만, 텔레비전 애니메이션 제9화에서는, '키즈의 키즈나'가 붉게 빛나, 키즈나이버들의 '마음의 소리'가 흐르는 현상이 일어났다.
12년 전에는, 키즈나 시스템의 실험과 관련되는 스폰서와 연구자의 혈연자인 아이들로 실험을 했다. 그 중에는, 아직 어렸던 카츠히라와 노리코도 있었다. 유년기의 아이의 신체에서도 부담이 걸리지 않게 될 때까지 아픔을 등분에 분산할 수 있도록 당시는 19명의 아이를 연결했지만, 본래라면 분산되어야 할 아픔이 혼자서 5인분의 아픔을 맡아 버리는 아이가 나와 버린 때문, 실험은 중지되었다. 그러나, 노리코의 신체에는 다른 아이들의 상처가 상정보다 강하게 정착해 남아 있던 때문, 19인분의 통각과 감각을 혼자서 맡게 되어, 모든 감각을 차단하는 투약 치료 없이는 살아갈 수 없게 되었다. 반대로, 노리코와 연결된 아이들은 자신의 감각을 거의 느낄 수 없게 되어, 사회 생활을 보내기 난처한 상태가 될 만큼 감정이 희박하게 되어 버렸다. 카츠히라와 같이 빠듯한 감각을 보유할 수 있던 아이들은 해방되었지만, 그 이외의 아이들은 감정을 가지지 않은 인형 같은 모습이 되었다.
실험 도시
키즈나 시스템 실험장으로서 만들어진 스고모리 시를 가리키는 말.
키즈의 키즈나
키즈나 시스템, 혹은 그에 따라서 초래된 키즈나이버 공통의 상흔을 가리킨다.

## 스태프
- 원작 - TRIGGER·오카다 마리
- 감독 - 코바야시 히로시
- 시리즈 구성·각본 - 오카다 마리
- 캐릭터 원안 - 미와 시로
- 캐릭터 디자인 - 요네야마 마이
- 미술 감독 - 노무라 마사노부
- 미술 설정 - 리정, 아마타 슌귀
- 색채 설계 - 미카사수
- 촬영 감독 - 타무라 히토시, 야마모토미 칸바시
- 편집 - 오쿠다 히로시
- 음향 감독 - 카메야마 토시키
- 음향 효과 - 쿠라하시 유타카종
- 음악 - 하야시 유키
- 치프 프로듀서 - 오오츠카 마사히코, 토바양전, 니시데 마사유키
- 프로듀서 - 우류우 쿄코, 식월 미키오, 사스다 히데유키, 카세 나오토, 우사의대, 금뜰 오지 않고 메구미, 오오와다 노리유키
- 애니메이션 프로듀서 - 츠츠미 나오코
- 라인 프로듀서 - 이나가키 료스케
- 애니메이션 제작 - TRIGGER
- 제작 - 키즈나이바 제작 위원회 (애니플렉스, 아사히 방송, 크런치롤, 새미, 울트라 수퍼 픽처스, 무빅, BS11)

## 주제가
오프닝 테마 'LAY YOUR HANDS ON ME'
작사·작곡·편곡·노래 - BOOM BOOM SATELLITES
엔딩 테마 '시작의 속도'
작사 - 오카다 마리/작곡·편곡 - ARCHITECT/노래 - 3월의 판타시아

## 각화 목록
| 화수   | 부제                                                                            | 그림 콘티                           | 연출                              | 작화 감독                                                                                             |
| ------ | ------------------------------------------------------------------------------- | ----------------------------------- | --------------------------------- | --- |
| 제1화  | 눈 마주친 그 날부터, 인연이 꽃 피는 날도 있다                                   | 코바야시 히로시 이시다 한 명의 장군 | 미야지마 요시히로                 | 요네야마 마이, 타무라 사토미 사카모토 마사루                                                          |
| 제2화  | 이런 이상 사태 간단히 삼킬 수 있다면, 바륨 따위 물통 2통은 가볍게 여유라는 거다 | 코바야시 히로시 이시다 한 명의 장군 | 시노하라계보                      | 하세가와 테츠야, 와타나베우기                                                                         |
| 제3화  | 아무리 형편 없는 상황도, 잡는 법 나름으로 어떻게든 해 나갈 수 있을지도…… 말야?  | 타치카와 유즈루                     | 시모타이라우일                    | 이시다 한 명의 장군, 사이토 켄고                                                                      |
| 제4화  | 서로 모처럼 연결되었고 말야, 더 서로 알아 가 보장                               | 코바야시 히로시 사트우신지          | 무라타 나오키                     | 오노 츠토무, 야스미 아야카                                                                            |
| 제5화  | 햣호이, 합숙이다! 사슴의 똥 밟고 베개 던지고 고고!                              | 오구라 친리                         | 타가시라유낭                      | 타무라 사토미, 사카모토 마사루                                                                        |
| 제6화  | 너희들하고 있으면, 정말로 변변한 일이 없어                                      | 코바야시 히로시 야마자키 유타       | Be Loop 사타케 히데유키           | 마에다의 히로시, 김 마코토영 케이유도자, 김 타다시철 하타케야마가묘, 사타케 히데유키, 카와시마 마사루 |
| 제7화  | 7분의 1의 아픔의, 그 또 7배의 정체에 접하는 싸움                                | 미야지마 요시히로 코바야시 히로시   | 미야지마 요시히로                 | 하세가와 테츠야, 이와사키 마사대                                                                      |
| 제8화  | 해피한 시간은, 그리 길게 계속되지 않는 것이지                                   | 오구라 친리                         | 관서대학                          | 키쿠치 마사요시, 후지타 마유미 킴이손, 하 형 쥰 잔용식크, 킴그진                                      |
| 제9화  | 만사휴의……일까                                                                  | 시노하라계보                        | 시노하라계보                      | 이시다 한 명의 장군, 사이토 켄고                                                                      |
| 제10화 | 좋아하는 기분이 돌아오지 않을 거란 건, 잘 알고 있었잖아?                        | 테라히가시 카츠미                   | 타카후지 사토시                   | 타무라 사토미, 사카모토 마사루                                                                        |
| 제11화 | 하나 하나 서로 연락하고 기분을 서로 확인해야지. 그야, 친구니까!                 | 오구라 친리 코바야시 히로시         | 오오츠카 마사히코                 | 와타나베우기, 하세가와 테츠야                                                                         |
| 제12화 | 온 세상에, 키즈나 시스템이 퍼져                                                 | 코바야시 히로시                     | 미야지마 요시히로 코바야시 히로시 | 이와사키 마사대, 요네야마 마이                                                                        |

## 방송국
| 방송 기간                  | 방송 시간                        | 방송국        | 대상 지역   | 비고                            |
| -------------------------- | -------------------------------- | ------------- | ----------- | ------------------------------- |
| 2016년 4월 9일 ~ 6월 25일  | 토요일 23:30 ~ 일요일 0:00       | BS11          | 일본 전역   | 제작 위원회 참가 /'ANIME+' 틀   |
|                            |                                  | TOKYO MX      | 도쿄도      |                                 |
|                            |                                  | 군마 TV       | 군마현      |                                 |
|                            |                                  | 토치기TV      | 도치기현    |                                 |
| 2016년 4월 10일 ~ 6월 26일 | 일요일 2:15 ~ 2:45 (토요일 심야) | 아사히 방송   | 킨키 광역권 | 제작 위원회 참가 /'아니사타' 틀 |
| 2016년 4월 13일 ~ 6월 29일 | 수요일 2:05 ~ 2:35 (화요일 심야) | 텔레비 아이치 | 아이치현    |                                 |
| 2016년 4월 14일 ~ 6월 30일 | 목요일 0:30 ~ 1:00 (수요일 심야) | AT-X          | 일본 전역   | 리피트 방송 있어                |

| 방송 기간                  | 방송 시간            | 전달원          | 비고 |
| -------------------------- | -------------------- | --------------- | ---- |
| 2016년 4월 10일 ~ 6월 26일 | 일요일 22:00 ~ 22:30 | 니코니코 생방송 |      |

## BD / DVD
| 권 | 발매일               | 수록이야기     | 규격품차례    | 규격품차례    |
| 권 | 발매일               | 수록이야기     | BD한정판      | DVD 한정판    |
| -- | -------------------- | -------------- | ------------- | ------------- |
| 1  | 2016년 6월 8일       | 제1화- 제2화   | ANZX-12381/2  | ANZB-12381/2  |
| 2  | 2016년 7월 6일       | 제3화- 제4화   | ANZX-12383/4  | ANZB-12383/4  |
| 3  | 2016년 8월 3일       | 제5화- 제6화   | ANZX-12385/6  | ANZB-12385/6  |
| 4  | 2016년 9월 7일 예정  | 제7화- 제8화   | ANZX-12387/8  | ANZB-12387/8  |
| 5  | 2016년 10월 5일 예정 | 제9화- 제10화  | ANZX-12389/90 | ANZB-12389/90 |
| 6  | 2016년 11월 2일 예정 | 제11화- 제12화 | ANZX-12391/2  | ANZB-12391/2  |

## 인터넷 라디오
2016년 4월 10일부터 6월 26일까지 니코니코 생방송에서 매주 일요일 22시에 전달되는 애니메이션 본편에 이어, 22시 24분 무렵에 인터넷 라디오 '라디오 키즈나이버 키즈라디'가 전달되었다. 다음날의 월요일에는 HiBiKi Radio Station에서 어카이브 전달되었다. 애니메이션 본편 종료에 수반해, 니코니코 생방송으로의 전달은 제12회에 종료했지만, HiBiKi Radio Station로는 제13회 이후도 전달되고 있다. 퍼스낼러티는 니시야마 코타로 (히소무 요시하루 역).
제1회에 앞서 2016년 4월 5일에는 니코니코 생방송에서 '라지오 키즈나이버 '키즈라디' 제0회 니코 생 출장판'이 전달되었다. 동년 6월 13일에는 '라디오 키즈나이버 '키즈라디'~BD & DVD 제1권 발매 기념 SP~'가 전달되었다.
게스트
- 제0회 - 카지 유키 (아가타 카츠히라 역), 테라사키 유카 (타카시로 치도리 역), 마에노 토모아키 (텐가 하지메 역)
- 제1·14회 - 카지 유키
- 제2·8·9회 - 쿠노 미사키 (니이야마 니코 역)
- 제3·12·13회 - 마에노 토모아키
- 제4·10·11·15·16회 - 야마무라 히비쿠 (소노자키 노리코 역)
- 제5·18회 - 테라사키 유카
- 제6·7회 - 사토 리나 (마키 호노카 역)
- BD & DVD 제1권발매 기념 SP - 야마무라 히비쿠, 쿠노 미사키, 시마자키 노부나가 (유타 츠구히토 역)
- 제17회 - 시마자키 노부나가

## 만화
키즈나이버
'전격 마오우' 2016년 5월호에 제0화가 게재되어 6월호부터 연재. 작화는 피안 로지. 애니메이션 본편의 코미컬라이즈. 기간 1권.
미닛! 키즈나이버 극장
'전격 마오우' 2016년 6월호부터 8월호까지 단기 집중 연재. 작화는 S.코스기. 미니 캐릭터에 의한 코메디 작품.